# 狄哥里·寇克
狄哥里·寇克教授（英語：Professor Digory Kirke，1888—1949年）是英國作家C·S·路易斯的兒童奇幻小說《納尼亞傳奇》系列中的虛構人物，在《魔法師的外甥》、《獅子·女巫·魔衣櫥》和《最後的戰役》登場。
他是安德魯·凱特里的外甥，在一次意外的冒險中與舅舅、鄰家女孩波莉·普朗摩等人一同見證了納尼亞世界的創世。成年之後的狄哥里·寇克變成一個形情有點兒古怪的教授，喜歡說「現在的學校教的些都是什麼東西？」之類的話。納尼亞人皆尊稱他為「狄哥里勛爵」。

## 角色生平

### 魔法師的外甥
狄哥里·寇克出生於1888年。在他12歲時，其父親寇克先生前往印度，而母親梅貝兒卻在這時生了重病，以致母子二人必須搬至倫敦的親戚凱特里家暫時居住。狄哥里的莉蒂阿姨細心地照料她的妹妹梅貝兒，而安德魯舅舅卻是一個古怪、孤僻和酗酒的老頭子。
一日，狄哥里邂逅鄰居家的女孩子波莉，兩人在探險時誤闖安德魯舅舅的魔法實驗室，心懷鬼胎的舅舅騙波莉觸摸黃戒指，她隨即消失並被傳送到一個未知之處，舅舅又說服狄哥里跟著前去救她。狄哥里在「界中林」與波莉會合，兩人決定在回去前要至少去一個世界內探險，於是他們去到了死氣沉沉的查恩，這個世界被一個垂死的紅色太陽所照亮，狄哥里與波莉在宮殿內發現了一個神祕的金鐘，儘管波莉早已警告不要敲響它，但狄哥里出於好奇心還是敲響了金鐘，於是白女巫賈迪絲遭到喚醒。狄哥里與波莉在返回人類世界時不慎把賈迪絲也帶了回來，賈迪絲命令安德魯舅舅為她做事，還在倫敦街頭製造了一場混亂，狄哥里與波莉用黃戒指試圖把賈迪絲送回查恩，但無意間一起來到了剛被創造的納尼亞世界裡。
為了保護納尼亞不被賈迪絲侵入，獅王亞斯藍指派狄哥里與波莉騎著飛馬羽生前往納尼亞西方邊境的一座花園內帶回一顆蘋果，但狄哥里抵達後發現賈迪絲已先行到達該處，她試圖誘惑狄哥里去違背對亞斯藍的承諾、為自己或生病的母親帶走蘋果，但狄哥里克制住了自己的意念，在亞斯藍指示下將蘋果種在土裡，它很快就迅速地生長為蘋果樹，結出第一批果實，其神奇的魔法可以阻止賈迪絲侵入納尼亞的疆土。
完成任務後，狄哥里、波莉和安德魯舅舅被亞斯藍送回了英格蘭，狄哥里母親在食用了他帶來的蘋果後，她的病很快就痊癒了，埋在土內的蘋果核也長成了一顆蘋果樹；狄哥里與波莉一起將舅舅的所有魔法戒指都埋了起來。同時，由於狄哥里的叔公去世，讓寇克先生繼承了一大筆遺產，他隨即退休並從印度歸來，買下了鄉間的一棟大宅子，狄哥里一家連同安德魯舅舅都搬過去居住，從此過著幸福快樂的日子。狄哥里亦與波莉保持著深厚的友誼。
在狄哥里·寇克步入中年、成為一名學者和教授之時，那顆蘋果樹被颱風給吹倒，狄哥里便用其木材作成了一個衣櫥，置於鄉下大宅內。

### 獅子·女巫·魔衣櫥
在《獅子·女巫·魔衣櫥》中，並未提及狄哥里的名字，主要稱其為老教授（old Professor）。他並未結婚，與一位個性嚴厲的女管家麥瑞蒂太太（Mrs Macready）一同居住在鄉下大宅內。
第二次世界大戰期間，佩文西家四兄妹從倫敦撤離，暫時到寇克教授的家中居住，其中最小的女孩露西意外透過那座衣櫥進入納尼亞，其兄姐彼得和蘇珊因難以置信她講的話而向寇克教授尋求意見，教授表示露西說的話從邏輯推理來論證可能是真的，並且概嘆「那些學校幹嘛不教教邏輯學呢？」。
在佩文西四兄妹都進入了納尼亞而歸來之後，便去跟寇克教授敘述他們的經歷，教授依舊相信他們的話，並說他們有朝一日可能會再回到納尼亞，但不建議他們再試著從衣櫥這條路線進入。

### 黎明行者號
《黎明行者號》的開頭有提及了狄哥里·寇克教授。當時他變窮了，不得不住在一棟「只有一間客房的小房子」內。彼得每當暑假一到，就會到寇克教授家中接受指導，以為考試作準備。

### 最後的戰役
在《最後的戰役》之時，已步入老年的狄哥里·寇克與波莉·普朗摩通知了曾經去過納尼亞的彼得、愛德蒙、露西、尤斯提與姬兒（蘇姍除外），在一起聚會談論有關納尼亞的事情。這時納尼亞最後一任國王逖里安的幻象在他們面前出現，大家都一致認為納尼亞一定發生了大事，寇克教授認為要靠他當年使用的魔法戒指才能回到納尼亞，於是眾人開始行動，彼得與愛德蒙去挖出戒指，而寇克教授、波莉、露西、尤斯提與姬兒一同坐上火車要與之會合。不料這時倫敦發生重大火車事故，寇克教授與其他人都在這起事故中喪生了。他們的靈魂進入了「真正的納尼亞」，變得再度年輕。

## 靈感
故事裡狄哥里·寇克教授那座鄉下大宅子的靈感來自於作者C·S·路易斯童年時期的住宅「小草原」。狄哥里母親病重的情節則可能來自於路易斯童年時母親因癌症而病逝的經歷。甚至狄哥里·寇克收留佩文西家四兄妹這段情節的原型也是來自於路易斯本人的經歷，二戰期間，路易斯就在其住宅「窯屋」收留了一批躲避戰火的兒童。
一些學者（包括科林·杜瑞茲）認為狄哥里·寇克教授的原型是路易斯青年時期的家庭教師威廉·科克派翠克（William T. Kirkpatrick）；《納尼亞》人物寇克（Kirke）教授名字的英語原名只比現實中的科克（Kirk）還要多一個字母「e」。艾倫·雅各布斯認為狄哥里·寇克「是路易斯對於威廉·科克派翠克也許會呈現出來的樣子的想像——要是他曾經找到進入納尼亞的通道的話」。

## 改編
在1988年的BBC電視劇《獅子·女巫·魔衣櫥》，邁克爾·艾爾德里奇飾演老年時期的狄哥里·寇克教授。
在安德魯·亞當森執導的2005年電影《納尼亞傳奇：獅子·女巫·魔衣櫥》中，吉姆·布勞德本特飾演老年時期的狄哥里·寇克。

## 影響
J·K·羅琳小說《哈利波特》人物西追·迪哥里（Cedric Diggory）的姓可能來自於狄哥里·寇克。

## 外部連結
- 互联网电影数据库上狄哥里·寇克的资料（英文）
- 狄哥里·寇克 （页面存档备份，存于），迪士尼動畫王國